# Neđo Đurović
Neđo Đurović (ur. 5 stycznia 1947) – bośniacki lekkoatleta specjalizujący się w rzucie oszczepem, który reprezentował Jugosławię.
Uplasował się tuż za podium, na czwartym miejscu, podczas uniwersjady w Turynie (1970). W roku 1979 zdobył brązowy medal igrzysk śródziemnomorskich. Uzyskał wówczas wynik 76,72. Pięciokrotny mistrz Jugosławii - złote krążki wywalczył w 1969, 1970, 1978, 1980 oraz 1982. Aktualnie jest wiceprezesem Atletski savez Bosne i Hercegovine. 
Rekord życiowy: 79,22 (18 czerwca 1978, Sarajewo).